# ليتي
ليتي أو ليتة أو لايتي (بالإنجليزية: Leyte) هي جزيرة ضمن مجموعة جزر بيسايا في الفلبين. وهي سابع أكبر جزيرة في الفلبين من حيث المساحة.
كانت الجزيرة معروفة للمستكشفين الإسبان في القرن السادس عشر باسم تاندايا. نما عدد سكانها بسرعة بعد عام 1900، خاصة في وديان ليتي وأورموك. وخلال الحرب العالمية الثانية، نزلت القوات الأمريكية على ليتي (في 20 أكتوبر 1944) وبعد معركة خليج ليتي، طُردّ اليابانيين منها. ومع استنفاد الأراضي المتوافرة، قدمت ليتي عدداً لا يحصى من المهاجرين إلى مينداناو. معظم السكان هم من المزارعين. ويمثل الصيد نشاطاً إضافياً. وتعد الأرز والذرة (الذرة الشامية) المحاصيل الغذائية الرئيسية؛ تشمل المحاصيل النقدية جوز الهند والأباكا والتبغ والموز وقصب السكر. هناك بعض رواسب المنجنيز والحجر الرملي والحجر الجيري التي تستخرج في الشمال الغربي.
تنقسم الجزيرة سياسياً إلى مقاطعتين: ليتي الشمالية وليتي الجنوبية. وإقليمياً، تشمل ليتي الجنوبية جزيرة باناون إلى الجنوب. وتقع مقاطعة جزيرة بيليران شمال ليتي والتي كانت مقاطعة فرعية سابقة في ليتي.
تاكلوبان هي المدينة الرئيسية في ليتي، تقع على الشاطئ الشرقي في الزاوية الشمالية الغربية لخليج ليتي وأورموك على الساحل الغربي. كانت الجزيرة في يوم من الأيام موقع ميرتي، وهو مجتمع تاريخي كان يحكمه داتو إيتي. قبل استعمارها من قبل إسبانيا، كانت الجزيرة في يوم من الأيام موطناً لشعوب واراي الأصليين شرقاً ومجموعات البيسايون الأصليين غرباً.
تشتهر ليتي اليوم بمحطات الطاقة الحرارية الأرضية القريبة من أورموك.
ومع ذلك، فإن شهرتها الكبيرة ترجع لدورها في إعادة غزو الفلبين خلال الحرب العالمية الثانية. في 20 أكتوبر 1944، خاض الجنرال دوغلاس ماك آرثر شاطئ ليتي، قائلاً، «لقد عدت»، لكن اليابانيين لم يستسلموا بسهولة، كما أثبتت معركة ليتي التي تلت ذلك. فقد أدى تقارب القوات البحرية إلى وقوع معركة خليج ليتي التي استمرت أربعة أيام وتعد أكبر معركة بحرية في التاريخ.

## الموقع الجغرافي
تبلغ مساحة الجزيرة حوالي 180 كيلومتراً (110 ميل) من الشمال إلى الجنوب وحوالي 65 كيلومتراً (40 ميل) عند أعرض نقطة لها. وفي الشمال، تقترب ليتي كثيراً من جزيرة سامار، حيث يفصلهما مضيق سان خوانيكو، الذي يصبح عرضه بطول 2 كيلومتر (1.2 ميل) في بعض الأماكن. كذلك تقع جزيرة بيليران شمالها وتتصل بها بواسطة جسر عبر مضيق بيليران الضيق. أما جنوباً، فيفصلها مضيق سوريجاو عن مينداناو. ومن ناحية الشرق، «تراجعت» ليتي قليلاً من بحر الفلبين الممتد من المحيط الهادئ وسامار في الشمال الشرقي وجزر ديناغات إلى الجنوب الشرقي لتشكل خليج ليتي. ويقع بحر كاموتس غرب منها.
ليتي غالباً تغطيها غابات كثيفة وأراض جبلية، لكن وادي ليتي في الشمال الشرقي يحتوي على أراضي زراعية.

## السياحة
تعد وجهة سياحية مميزة تجمع بين المناظر الطبيعية الخلابة والتنوع البيئي، تشتهر الجزيرة بشواطئها الرملية البيضاء ومياهها الصافية التي تجذب هواة السباحة والغوص، إضافة إلى بحيرة داناو التي تُعد واحدة من أبرز المعالم الطبيعية في الجزيرة، كما تتميز ليتي بتنوعها البيولوجي البحري والغابات الاستوائية التي تغطي تلالها، وتتيح للزوار ممارسة أنشطة مثل ركوب القوارب، صيد الأسماك، والمشي بين الطبيعة، والتعرف على الحياة المحلية والثقافة الفلبينية التقليدية في القرى المنتشرة على الجزيرة.

## السكان
| سنة التعداد | السكان    |
| ----------- | --------- |
| 1990        | 1,689,756 |
| 2000        | 1,952,496 |
| 2010        | 2,188,295 |
| 2015        | 2,388,519 |

- المصدر: المكتب الوطني للإحصاء

## وصلات خارجية
- جزيرة ليتي - TA.com